# Brecé

Brecé este o comună în departamentul Mayenne, Franța. În 2009 avea o populație de 829 de locuitori.